# Chrysomantis royi
Chrysomantis royi es una especie de mantis de la familia Hymenopodidae.

## Distribución geográfica
Se encuentra en Kenia y en Uganda.